# Patrick Russell
Pour les articles homonymes, voir Russell.
Patrick Russell (6 février 1726, Édimbourg - 2 juillet 1805, Londres) est un médecin et un naturaliste écossais.

## Biographie

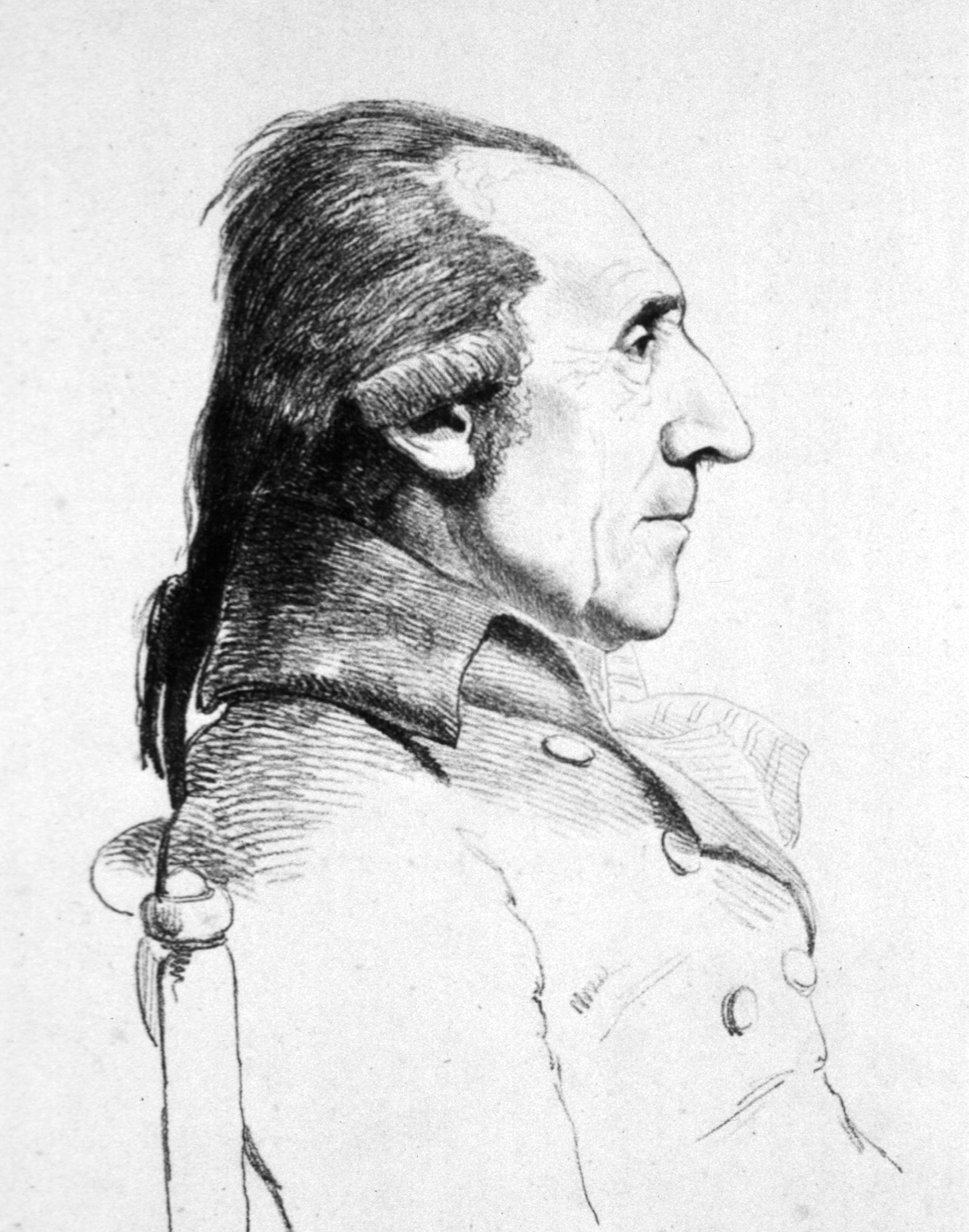
Patrick Russell

Il fait ses études à l'université d'Édimbourg. En 1750, il rejoint son demi-frère Alexander Russell à Alep en Syrie. Il lui succède comme médecin dans une manufacture britannique. Il retourne en Grande-Bretagne en 1772.
En 1782, il accompagne son jeune frère, Claud Russell, officier de la Compagnie anglaise des Indes orientales à Visakhapatnam, sur la côte du nord de l'Inde. Il devient trois ans plus tard naturaliste pour le compte de la Compagnie. Il étudie la flore locale, les poissons et les serpents.
Il rédige en 1787 un guide pratique pour distinguer les serpents venimeux du pays. Celui-ci est édité par le gouvernement de Madras et est largement distribué.
Il revient en Grande-Bretagne en janvier 1789 où il écrit de nombreux livres. Il fait paraître, en 1796, An Account of Indian Serpents et l'ébauche de A Contuinuation of an Account of Indian Serpents (1801-1802). Il ne sera publié intégralement qu'en 1807 et constitue un monument de l'histoire de l'herpétologie. Cet énorme livre (il mesure 55 cm de haut et pèse 8 kg) devient un ouvrage de référence.
Il décrit de nombreuses espèces nouvelles mais sans utiliser le système binomial linnéen. C'est pourquoi celles-ci ne portent pas, pour la plupart, son nom.
C'est suivant ce même système que paraît Two Hundred Fishes Collected at Vizagapatam and on the Coast of Coromandel en 1803, qui constitue une très bonne faune ichtyologique.